# Eigeltingen
Eigeltingen – miejscowość i gmina w Niemczech, w kraju związkowym Badenia-Wirtembergia, w rejencji Fryburg, w regionie Hochrhein-Bodensee, w powiecie Konstancja, wchodzi w skład wspólnoty administracyjnej Stockach. Leży ok. 35 km na północny zachód od Konstancji i ok. 9 km na północ od Singen (Hohentwiel), przy drodze krajowej B31.

## Demografia
| Rok  | Liczba mieszkańców |
| ---- | ------------------ |
| 1961 | 1 105              |
| 1970 | 1 367              |
| 1987 | 2 834              |
| 2006 | 3 489              |

## Polityka
Wójtowie:
- 1957–1975: Johann Wissler
- 1975–1977: Bruno Braun
- 1977–1993: Werner Bart
- 1993–1999: Armin Müller
- 1999–2008: Ralf Bendl
- 2008- teraz: Alois Fritschi